# Incident s kitajskim balonom (2023)
Od 28. januarja do 4. februarja 2023 je stratosferski balon kitajskega izvora prečkal severnoameriški zračni prostor, prešel Aljasko, zahodno Kanado in celinske Združene države Amerike. Ameriške in kanadske oborožene sile so balon označile za nadzorno napravo, kitajska vlada pa jo je označila za civilni zrakoplov, namenjen meteorološkim raziskavam, ki so ga odnesli vetrovi. Balon je do 1. februarja prešel Montano in do 3. februarja Misuri, preden so ga 4. februarja po ukazu ameriškega predsednika Joeja Bidna nad teritorialnim morjem ob atlantski obali Južne Karoline sestrelili.
Dogodek je dodatno zaostril kitajsko-ameriške odnose in kanadsko-kitajske odnose ter povzročil nepričakovano odložitev in pozneje odpoved predvidenega diplomatskega potovanja ameriškega zunanjega ministra Antonyja Blinkna v Peking. Po mnenju neimenovanega ameriškega uradnika so v času predsedništva Donalda Trumpa v ameriški zračni prostor vstopili vsaj trije drugi baloni. 3. februarja so ZDA sporočile, da drug kitajski nadzorni balon potuje prek Južne Amerike.